# Pyrausta euprepialis
Pyrausta euprepialis là một loài bướm đêm trong họ Crambidae.